# Ancathia igniaria
Ancathia es un género monotípico de plantas con flores perteneciente a la familia de las asteráceas. Su única especie: Ancathia igniaria. Es originaria de Asia.

## Descripción
Es una planta herbácea que alcanza un tamaño de 15-20 cm de altura, rizomatosa. Rizoma robusto, ramificado. Tallos densamente de fieltro. Hojas basales ausentes en la floración. Caulinares  numerosas, sésiles, de 10-20 x 0,5-1 cm, coriáceas, espinas y con el envés blanco grisáceo y denso fieltro, glabras adaxial y brillantes, marginal y apical 5-6 mm. Involucro de 3-5 cm, llena de telarañas. Brácteas exteriores triangulares. Corola de color púrpura hasta el rojo, de 2,8 cm, tubo de  1,2 cm. El fruto es un aquenio de color marrón oscuro, de 6,5 mm. Vilano con cerdas blanquecinas. Fl. y fr. Junio-septiembre.

## Distribución y hábitat
Se encuentra en las laderas de las montañas, en zonas rocosas, a una altitud de 1100-1500 metros, en el norte de Xinjiang en China, en Kazajistán, Mongolia y Rusia.

## Taxonomía
Ancathia igniaria fue descrita por (Spreng.) DC. y publicado en Archives de Botanique 2: 331. 1833.
Sinonimia
- Carduus elegans Willd. ex Steud.
- Carduus igniarius (Spreng.) Pall. ex DC.
- Cirsium elegans Willd. ex Spreng.
- Cirsium igniarium Spreng. basónimo
- Cnicus ignarius (Spreng.) Benth.
- Cnicus igniarius (Spreng.) Benth. & Hook.f.[5]